# Centro Comercial y de Publicación Marka

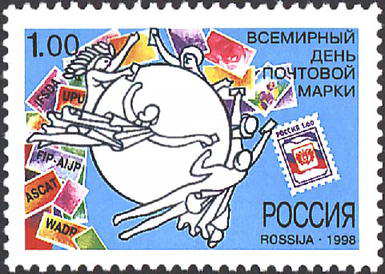
Día Mundial del Sello Postal. Rusia, 1998.

Centro Comercial y de Publicación "Marka" (en ruso: Издательско-торговый центр «Марка») es una corporación estatal rusa, la única empresa de Rusia, para la publicación y la difusión de estampillas del estado.
La empresa asegura el servicio postal de Rusia con las estampillas, los sobres y las postales, además de los formularios telegráficos. La compañía también se ocupa de la confección de estampillas, de sobres del primer día, y de otra producción afines. El centro hace originales (figura y texto memorable adicional); los catálogos anuales de las estampillas de la Federación Rusa, y también la revista mensual “Filatelia” (del ruso: Филателия); asegurando la exportación y la importación de las piezas postales y otros productos.
El centro también participa en el consejo de administración de la Asociación Internacional de Editores de Catálogos de Sellos Postales, Álbumes de Estampillas y Publicaciones Filatélicas, y también en la Asociación Mundial para el Desarrollo de la Filatelia, que actúa dentro del marco la Unión Postal Universal (UPU).
El centro comercial y de publicación también edita la revista mensual “La estampilla” (del ruso: Марка). A partir el 1985 a 2005 el director general de la empresa era Levon Karlenovich Manukyán. Desde 2005 este puesto lo ocupa Artiom Adibekov.